# Iglice-fülőke
Az iglice-fülőke vagy mezei télifülőke (Flammulina ononidis) a Physalacriaceae családba tartozó, Európában honos, a tövises iglice gyökerein élő, védett gombafaj. 

## Megjelenése
Az iglice-fülőke kalapja 1,5-3 cm széles, alakja fiatalon domború, később ellaposodik a közepén néha kis púppal. Idősen a széle gyakran bordás. Színe sárgásbarna, arany- vagy rozsdabarna, közepén általában sötétebb. Higrofán, nedvesen színei mélyebbek. Felülete sima, fényes, nedvesen ragadós.
Húsa vékony, ruganyos, színe halványsárgás. Szaga nem jellegzetes, íze enyhe, esetleg kicsit édeskés. 
Lemezei felkanyarodók vagy kissé tönkhöz nőttek, színük elefántcsontszín vagy fehéressárga.
Tönkje 4-10 cm magas és 0,25-0,4 cm vastag. Alakja lefelé elvékonyodó. Színe a kalap közelében fehér, fehéressárga, lejjebb sárgásbarna, rozsdabarna. Felülete hosszában szálazott.
Spórája széles ellipszis vagy mandula alakú, sima, mérete 8–10 × 4–5 μm.

### Hasonló fajok
A téli fülőke hasonlít hozzá, de annak kalapja nagyobb, termete zömökebb és más az élőhelye. 

## Elterjedése és termőhelye
Európában (beleértve Oroszországot) és Törökországban honos. Magyarországon az Alföldön él; ahol a megfelelő termőhely (szikes puszta és gazdanövény) rendelkezésre áll, nem ritka. 
Meszes, homokos talajú gyepekben, dűnéken, folyó melletti homokpadokon fordul elő, ahol a tövises iglice gyökérzetének elhalt kérgén él, bár nem kizárt, hogy élősködik is rajta. Más növény gyökereihez nem kapcsolódik. Késő ősszel, az első fagyok után terem. 
Ehető. Magyarországon 2013 óta védett, természetvédelmi értéke 10 000 Ft.  